# Axel Scheffler
Axel Scheffler (Hamburg, 1957) is een Duits illustrator van kinderboeken.

## Leven
Hoewel Scheffler op school zeer goed was in tekenen, en zelfs een tekenwedstrijd van een internationale chocoladebedrijf won (met een pluchen koe als trofee), dacht hij er als kind niet aan om illustrator te worden. Na zijn middelbare school ging Scheffler naar de universiteit van Hamburg om er Kunstgeschiedenis te studeren. Al gauw bleek dat dat niks voor hem was. Het was altijd al zijn droom geweest om in een ander land te leven en een tweede taal te leren. Zo kwam hij in 1982 in Engeland terecht om er Illustratie te studeren aan de Bath Academy of Art. 
Die studie werd wel een succes. Na zijn afstuderen verhuisde hij naar Londen. Hij illustreerde voor verschillende Engelse en Duitse reclamebedrijven, magazines en kranten.

## Werk
In 1988 verscheen voor het eerst een boek dat door hem geïllustreerd werd: The Piemakers van Helen Cresswell.
Elf jaar na zijn debuut en een stapeltje boeken later, in 1999, publiceerde Scheffler samen met schrijfster Julia Donaldson The Gruffalo. Hij won met dit boek onder andere de Kate Greenaway Award. Er werden meer dan twee miljoen exemplaren van verkocht en het geldt als een moderne klassieker. Scheffler en Donaldson bleken een goed team te zijn en er volgden nog veel meer boeken van hun hand.
Scheffler staat wereldwijd bekend om zijn humoristische illustraties. Zijn boeken zijn vertaald in meer dan 40 talen. Hij had veel succes met prentenboeken die hij met Julia Donaldson maakte, maar ook met de boeken die hij heeft geïllustreerd voor andere schrijvers of de prentenboeken zonder tekst, zoals het magnetische Muddle Farm.

## Bekroningen
- 1999: Kate Greenaway Award voor The Gruffalo
- 2008: Buch des Monats der Akademie für Kinder- und Jugendliteratur voor Von Drachen und Mäusen[1]

- Bibsys: 90983587
- Biblioteca Nacional de España: XX1533119
- Bibliothèque nationale de France: cb12181290v (data)
- Catàleg d'autoritats de noms i títols de Catalunya: 981058518125106706
- CiNii: DA09928972
- Gemeinsame Normdatei: 119113678
- International Standard Name Identifier: 0000 0001 1680 6904
- Library of Congress Control Number: n91071805
- Nationale Bibliotheek van Letland: 000031326
- MusicBrainz: c51e605c-4a9a-4a6c-aa8e-8f484fb9f281
- Bibliotheek van het Japanse parlement: 00474540
- Nationale Bibliotheek van Tsjechië: mzk2007417406
- Nationale Bibliotheek van Israël: 987007309321605171
- Nederlandse Thesaurus van Auteursnamen: 093410611
- LIBRIS: 341721
- SNAC: w6780kcq
- Système universitaire de documentation: 030388619
- Trove: 860009
- Virtual International Authority File: 84723161
- WorldCat: E39PBJcC3vPkXCJhYJbWGtjpyd